# Paola & Chiara
Paola i Chiara – duet prezentujący włoską muzykę pop. Założony został w 1996 roku w Mediolanie przez siostry Paolę i Chiarę Iezzi. Debiut grupy miał miejsce w 1997 roku podczas konkursu Festiwal Piosenki Włoskiej w San Remo, który wygrały w kategorii nowych artystów dzięki wspólnie napisanemu utworowi „Amici come prima”.
Zadebiutowały albumem pt. Ci chiamano bambine, utrzymanym w stylu akustycznym z silnym wpływem muzyki celtyckiej. Wiosną 2000 wydały album pt. Giornata storica. Następnie premierę miał singiel  „Vamos a bailar”, który stał się międzynarodowym przebojem. Później wydali płytę pt. Festival, którą promowały m.in. piosenką „Kamasutra” z kontrowersyjnym teledyskiem, w którym siostry pojawiają się topless, i który z tego powodu został ocenzurowany przez telewizję. Następnie wydali album pt. Blu. W 2005 wydały składankę pt. Greatest Hits zawierającą m.in. balladę „A modo mio” oraz premiery singiel „Fatalità”. Siostry po zakończeniu współpracy z wytwórnią płytową Sony Music stworzyły własne niezależne wydawnictwo Trepertre, a także do 2009 współpracowały z Universal Music, a od 2010 z Carosello Records. W listopadzie 2010 wydały album pt. Milleluci.

## Życiorys
Chiara Iezzi urodziła się 27 lutego 1973 roku, a Paola Iezzi przyszła na świat 30 marca 1974 roku. W okresie dorastania siostry były sobie bardzo bliskie i traktowały się nawzajem jak bliźniaczki. Każda chciała nosić ubrania takie jak druga, miały taki sam gust w modzie, muzyce i wielu innych rzeczach. Ich drogi nieco się rozeszły, kiedy Chiara poszła do szkoły artystycznej a Paola do zwykłej. Siostry sformowały swą pierwszą grupę muzyczną zwaną „The Elefunky” specjalizującą się w muzyce funkowej. Grały one w różnych klubach w Mediolanie i zostały odkryte przez Claudio Cecchetto, który szukał grupy, która mogłaby pomóc znanemu artyście Maxowi Pezzali.
Opuściły one scenę klubową i przyłączyły się do Maxa Pezzali, żeby grać na Festival Bar, dzięki czemu stały się częścią grupy 883, gdzie grały m.in. na gitarach. Siostry zwiedziły Irlandię po obejrzeniu filmu Braveheart, ponieważ chciały zobaczyć miejsca, w których był on kręcony. Pobyt w Irlandii stał się dla nich obu inspiracją do napisania wielu piosenek. Po powrocie do Włoch zdecydowały się wziąć udział w konkursie Nowych Talentów w San Remo. Wystąpiły tam z piosenką In Viaggio, która zaprowadziła siostry do wygranej, dzięki czemu zyskały nowych fanów i podziw.

## Dyskografia

### Kariera muzyczna

#### Ci Chiamano Bambine (1997)
- Wydano: 2 lutego 1998
- Najwyższe miejsce w listach przebojów: 9

W 1997 po wygraniu konkursu na Festiwalu w Sanremo wydały swój pierwszy album nazwany Ci Chiamano Bambine, który był połączeniem rocka i popu. Postanowiły wydać z niego 5 singli: Amici Come Prima (1997), Ci Chiamano Bambine (1998), Bella (1998), Ti Vada O No (1998) (który był użyty we włoskiej wersji filmu animowanego Hercules Walta Disneya) i Per Te (1998), który był w późniejszych latach singlem promującym reedycję tego albumu.

#### Giornata Storica (1998)
- Wydano: 29 października 1998
- Najwyższe miejsce w listach przebojów: 4

Po pełnej sukcesów trasie koncertowej we Włoszech i osiągnięciu statusu podwójnej platyny po sprzedaży pierwszego albumu, siostry w 1998 wydały drugi, zatytułowany Giornata Storica. Album zawierał irlandzkie akcenty. Choć nie wszystkim przypadły one do gustu, jego sprzedaż była zaskakująco dobra.
Z tego albumu zostały wydane 3 single:
- Non Puoi Dire Di No 1998
- Nina 1998
- Colpo Di Fulmine 1998

#### Television (2000)
- Wydano: 20 kwietnia 2000
- Najwyższe miejsce w listach przebojów: 23[1]; (ITA) 32 (SWI)

Po długiej przerwie piosenka Vamos a Bailar (w stylu pop-latino i zawierającej hiszpański tekst) została wypuszczona w kwietniu 2000. Utwór pozostawał na listach przebojów przez długi czas. Został on również zawarty w sprzedającym się w milionowych nakładach, dance-popowym albumie Television. Album był postrzegany jako zmiana w stylu obu piosenkarek.
Z tego albumu wyszły 4 single:
- Vamos A Bailar wydany 5 kwietnia 2000
- Amoremidai wydany 10 lipca 2000
- Viva El Amor! wydany 20 września 2000
- Fino Alla Fine wydany 13 lutego 2001

Również latem 2000 Paola i Chiara zdobyły na Festivalbar nagrodę Award w kategorii: najlepsza piosenka Lata za piosenkę Vamos a Bailar.
Album jest dostępny w wersji angielskiej i hiszpańskiej. Latem 2001 Television doczekał się reedycji na fali wielkiego sukcesu osiągniętego przez obie siostry.

#### Festival (2002)
- Wydano: 24 czerwca 2002
- Najwyższe miejsce w listach przebojów: 13[2]; (ITA)

W maju 2002 ukazał się 4 album, Festival, z którego pierwszy singiel również nosił tytuł Festival (w stylu brazil-dance) osiągnął pierwsze miejsca na wszystkich listach przebojów. Album zaprezentował delikatną zmianę w kierunku dance, jest bardziej melodyczny i bardziej skomplikowany muzycznie.
Wydano 4 single z tego albumu:
- Festival  wydany 10 maja 2002
- Hey! Wydany 5 sierpnia 2002
- Muoio per te (tylko radio) wydany 20 stycznia 2003
- Kamasutra (wersja remix) wydany 13 maja 2003

#### Blu (2004)
- Wydano: 10 maja 2004
- Najwyższe miejsce w listach przebojów: 27[3]; (ITA)

W 2004 roku album „Blu” podążył w tym samym kierunku, co 2 poprzednie, ale z lekką zmianą stylu w stronę elektro-popu z lat 80. Pomimo wysokich oczekiwań, singiel Blu nie stał się wielkim hitem lata 2004 (był nim Dragostea Din Tei grupy O-Zone).
Z tego albumu wydano 3 single:
- Blu 2004
- @Mare Di PiÙ 2004 (tylko radio)
- Disco Dj 2004 (tylko radio)

#### Greatest Hits (2005)
- Wydano: 24 lutego 2005
- Najwyższe miejsce w listach przebojów: 25[4]; (ITA)

Rok 2005 oznaczał koniec pierwszego rozdziału w karierze sióstr wraz z wydaniem albumu Greatest Hits. Wydana kolekcja największych przebojów zawierała 2 nowe piosenki (które wyszły jako single jeszcze w tym samym roku) oraz DVD (dostępne również oddzielnie), które zawierało wszystkie promocyjne teledyski i make-offy (krótkie filmy ukazujące produkcję teledysku) wyżej wspomnianych klipów. Ozdobą kolekcji była piosenka z Festiwalu w San Remo A Modo Mio. Później, latem 2005 została wydana nowa piosenka z albumu, Fatalità; siostry wyruszyły w trasę koncertową, która skończyła się w sierpniu.

#### Nothing At All (2006)
- Wydano: 26 stycznia 2007
- Najwyższe miejsce w listach przebojów: 2[5] (ITA)

Chiara wydała solową płytę w styczniu 2007 i zatytułowała ją Nothing At All; płyta uczestniczyła w akcji charytatywnej na rzecz Republiki Malawi. Album zawierał 5 piosenek w tym: dwie wersje Nothing At All, dwie wersje Virgin Mary Superstar i piosenkę Cool Vibration, a ponadto teledysk do piosenki Nothing At All. Jej remix został wydany w styczniu 2007.

#### Win The Game (2007)
- Wydano: 16 listopada 2008
- Najwyższe miejsce w listach przebojów: 40[6]; (ITA)

W czerwcu 2007 Paola i Chiara wypuściły pierwszą piosenkę ze swojego albumu Win The Game. Piosenka, zatytułowana Second Life, odniosła we Włoszech sukces i na listach przebojów była notowana na 4 miejscu. Sukces samego albumu był we włoskich sklepach niestety niewielki. Album wszedł do sprzedaży na miejscu 40 i zniknął z TOP w drugim tygodniu sprzedaży.
Był to przewodzący singiel z albumu „Win The Game” w przekroju sklepów zagranicznych (tj. nie z Włoch), wydany na świecie w późnym listopadzie. Album miał zawierać piosenki w stylu Dance lat 80. i wiele angielskich rytmów. Drugi singiel, Cambiare Pagina został wydany w październiku 2007. Jego angielska wersja I’ll Be Over You została wydana na 3 albumie w zagranicznych sklepach w czerwcu 2008.
3 single zostały wydane z tej płyty (ostatnia w czerwcu 2008):
- Second Life 2007
- Cambiare Pagina 2007
- Vanity & Pride 2008

#### Inne Wybrane Single
|  | Second Life - Wydano: 22 czerwca 2007 - Najwyższe miejsce w listach przebojów: 4 (ITA) | Cambiare Pagina - Wydano: Październik 2007 - Najwyższe miejsce w listach przebojów: 7 (ITA) |

#### DVD
| Tytuł                                     | Informacje |
| Paola & Chiara Kolekcja Video 1997 – 2005 | - Wydano: 24 lutego 2005 - Najwyższe miejsce w listach przebojów: 5 (ITA) - Certyfikat FIMI: - Sprzedaż we Włoszech |

## Single
| Rok  | Singiel                            | Miejsce na listach przebojów | Miejsce na listach przebojów | Miejsce na listach przebojów | Miejsce na listach przebojów | Miejsce na listach przebojów |
| Rok  | Singiel                            | ITA.                         | SWI                          | SWE                          | NOR                          | EUR                          |
| ---- | ---------------------------------- | ---------------------------- | ---------------------------- | ---------------------------- | ---------------------------- | ---------------------------- |
| 2000 | „Vamos a bailar (esta vida nueva)” | 1                            | 13                           | 32                           | 18                           | –                            |
| 2000 | „Amore mi dai”                     | 22                           | 69                           | –                            | –                            | –                            |
| 2000 | "Viva el amor!”                    | 8                            | 63                           | –                            | –                            | –                            |
| 2001 | „Fino alla Fine”                   | 22                           | 100                          | –                            | –                            | –                            |
| 2002 | „Festival”                         | 6                            | 91                           | –                            | –                            | –                            |
| 2002 | "Hey!”                             | 21                           | –                            | –                            | –                            | –                            |
| 2003 | „Kamasutra”                        | 19                           | –                            | –                            | –                            | –                            |
| 2004 | „Blu”                              | 18                           | –                            | –                            | –                            | –                            |
| 2005 | „A Modo Mio”                       | 10                           | –                            | –                            | –                            | 43                           |
| 2005 | „Fatalità”                         | 29                           | –                            | –                            | –                            | –                            |
| 2007 | „Second Life”                      | 4                            | –                            | –                            | –                            | 46                           |
| 2007 | „Cambiare Pagina”                  | 7                            | –                            | –                            | –                            | 57                           |
| 2008 | „Vanity and Pride”                 | –                            | –                            | –                            | –                            | –                            |